# Irena Hesensko-Darmstadtská
Irena Hesensko-Darmstadtská (německy Irene Luise Maria Anna Prinzessin von Hessen und bei Rhein) (11. června 1866, Darmstadt – 11. listopadu 1953) byla rodem hesenská a sňatkem pruská princezna. Irena byla třetím dítětem a třetí dcerou princezny Alice Sasko-Koburské a Ludvíka IV., hesenského velkovévody. Jejími prarodiči z matčiny strany byli královna Viktorie a princ Albert Sasko-Kobursko-Gothajský. Jejími prarodiči z otcovy strany byli princ Karel Hesenský a princezna Alžběta Pruská. Byla manželkou prince Jindřicha Pruského, mladšího bratra německého císaře Viléma II. Byla po ní pojmenována loď SS Prinzessin Irene, parník společnosti North German Lloyd.
Mezi její sourozence patřila princezna Viktorie Hesenská, manželka prince Ludvíka z Battenbergu, velkokněžna Alžběta Fjodorovna Ruská, manželka ruského velkoknížete Sergeje Alexandroviče, Arnošt Ludvík, hesenský velkovévoda, a carevna Alexandra Fjodorovna Ruská, manželka ruského cara Mikuláše II. Stejně jako její mladší sestra, císařovna, byla Irena nositelkou genu pro hemofilii.

## Původ a mládí

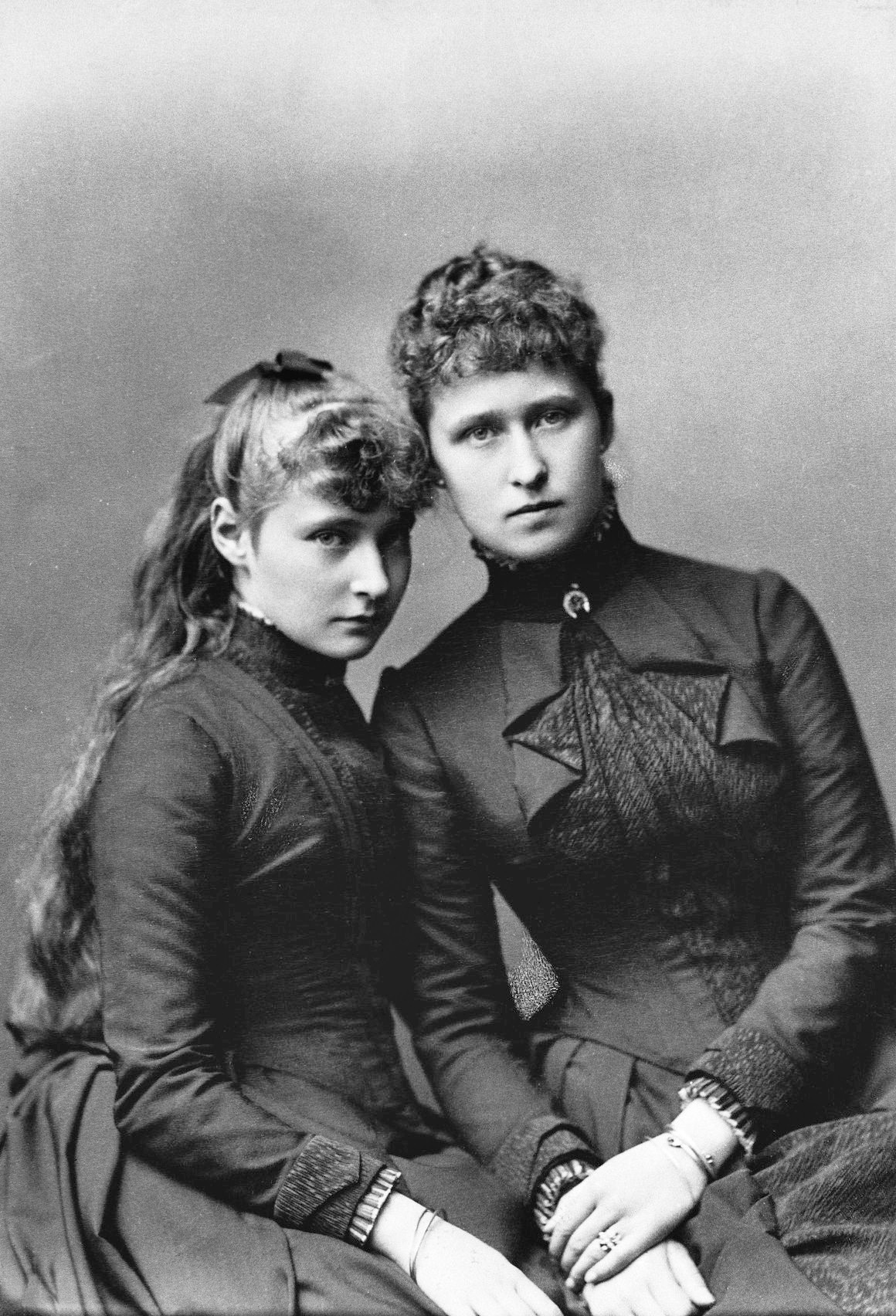
Princezna Irena (vpravo) se svou mladší sestrou Alix, 1885

Princezna Irena Hesenská se narodila 11. července 1866 v Darmstadtu jako třetí ze sedmi dětí předposledního hesenského velkovévody Ludvíka IV. a jeho manželky Alice Sasko Koburské, původem britské princezny. Jejími prarodiči ze strany matky byli britská královna Viktorie a její manžel, princ Albert, prarodiči ze strany otce pak princ Karel Hesenský a princezna Alžběta Pruská. 
Své křestní jméno, které pochází z řeckého slova „mír“, dostala proto, že se narodila na konci prusko-rakouské války. Její rodina jí přezdívala „Nin.“ Královna Viktorie považovala Irenu za neatraktivní dítě a jednou napsala své dceři Viktorii, že Irena „není hezká.“ Nikdy nebyla považována za velkou krásku jako její sestry Alžběta a Alix, ale měla příjemnou, vyrovnanou povahu. Princezna Alice vychovávala své dcery prostě. V dětském pokoji se o ně starala anglická chůva a děti jedly prostá jídla z rýžových nákypů a pečených jablek a nosily prosté šaty. Dcery se učily domácím pracím, například péct koláče, stlát si postele, rozdělávat oheň, zametat a utírat prach. Princezna Alice také zdůrazňovala potřebu přispívat chudým a často brala své dcery na návštěvy do nemocnic a charitativních organizací.
V roce 1873 rodinu postihla tragédie, když Irenin hemofilický mladší bratr Fridrich, přezdívaný „Frittie“, propadl otevřeným oknem, udeřil se hlavou o zábradlí a o několik hodin později zemřel na krvácení do mozku. V měsících následujících po smrti Frittieho Alice často vodila své děti k jeho hrobu, aby se pomodlily, a při výročích s ním spojených byla melancholická. Na podzim roku 1878 Irena, její sourozenci (kromě Alžběty) a otec onemocněli záškrtem. Její mladší sestra princezna Marie, přezdívaná „May“, na tuto nemoc zemřela. Její matka, vyčerpaná péčí o děti, se také nakazila. S vědomím, že jí hrozí smrt, nadiktovala princezna Alice svou závěť, včetně pokynů, jak vychovávat dcery a jak vést domácnost. Zemřela na záškrt 14. prosince 1878.
Po Alicině smrti se královna Viktorie rozhodla, že bude svým hesenským vnoučatům dělat matku. Princezna Irena a její přeživší sourozenci trávili každoroční prázdniny v Anglii a jejich babička posílala guvernantce instrukce ohledně jejich výchovy a schvalovala vzor jejich šatů. Spolu se svou sestrou Alix byla Irena družičkou na svatbě jejich tety z matčiny strany, princezny Beatrix, s princem Jindřichem z Battenbergu v roce 1885.

## Manželství

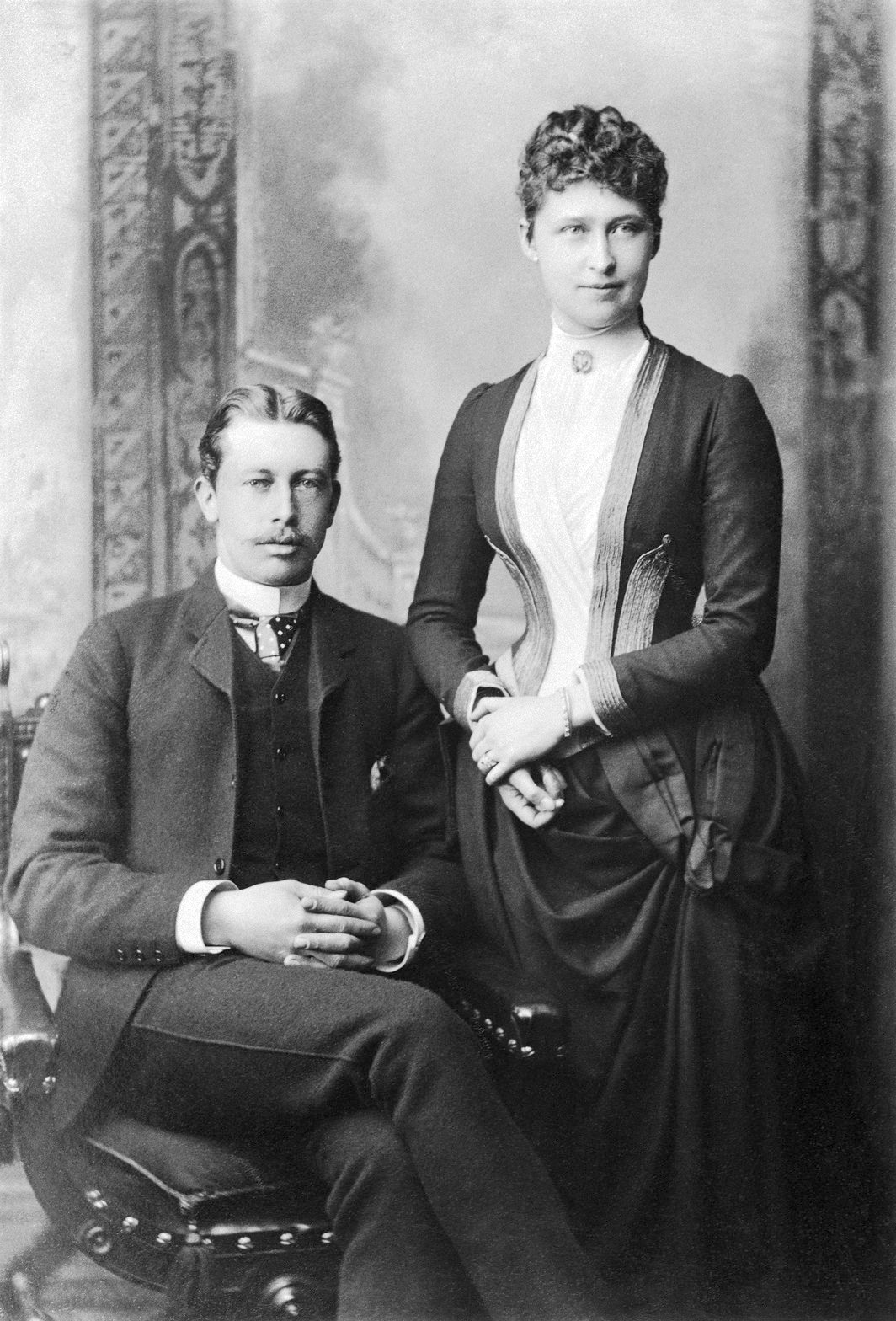
Princezna Irena Hesenská a princ Jindřich Pruský, 1887

24. května 1888 se Irena v kapli berlínského zámku Charlottenburg provdala za svého bratrance z prvního kolena, prince Jindřicha Pruského, třetího dítěte a druhého syna německého císaře Fridricha III. a císařovny Viktorie. Jejich sňatek se nelíbil královně Viktorii, protože o námluvách se dozvěděla až ve chvíli, kdy už se rozhodli, že se vezmou. V době obřadu umíral Irenin strýc a tchán, německý císař, na rakovinu hrdla a necelý měsíc po obřadu nastoupil Irenin bratranec a švagr na trůn jako císař Vilém II. Jindřichova matka, císařovna Viktorie, si Irenu oblíbila. Císařovna Viktorie však byla šokována, protože Irena nenosila šátek ani šálu, aby zamaskovala své těhotenství, když v roce 1889 čekala svého prvního syna, hemofilického prince Valdemara. Císařovna Viktorie, která byla fascinována politikou a aktuálním děním, také nemohla pochopit, proč Jindřich a Irena nikdy nečetli noviny.  Manželé však byli šťastně oddáni a jejich příbuzní je pro jejich příjemnou povahu nazývali „Velmi příjemní“. Z manželství se narodili tři synové:
1. Waldemar Pruský (20. 3. 1889 Kiel – 2. 5. 1945 Tutzing)
  - ⚭ 1919 Kalista Lippsko-Biesterfeldská (14. 10. 1895 Postupim – 15. 12. 1982 Eltville am Rhein)
2. Zikmund Pruský (27. 11. 1896 Kiel – 14. 11. 1978 Puntarenas)
  - ⚭ 1919 Šarlota Sasko-Altenburská (4. 3. 1899 Postupim – 16. 2. 1989)
3. Jindřich Pruský (9. 1. 1900 Kiel – 26. 2. 1904 tamtéž)

Irena předala gen pro hemofilii svým nejstaršímu a nejmladšímu synovi Waldemarovi a Jindřichovi. Waldemarův zdravotní stav ji znepokojoval od útlého dětství. Později byla zdrcena, když nejmladší dítě, čtyřletý Jindřich, zemřel poté, co v únoru 1904 upadl a udeřil se do hlavy. Šest měsíců po smrti malého Jindřicha se Irena stala tetou ruského careviče Alexeje, syna své nejmladší sestry, carevny Alexandry, který měl rovněž hemofilii.

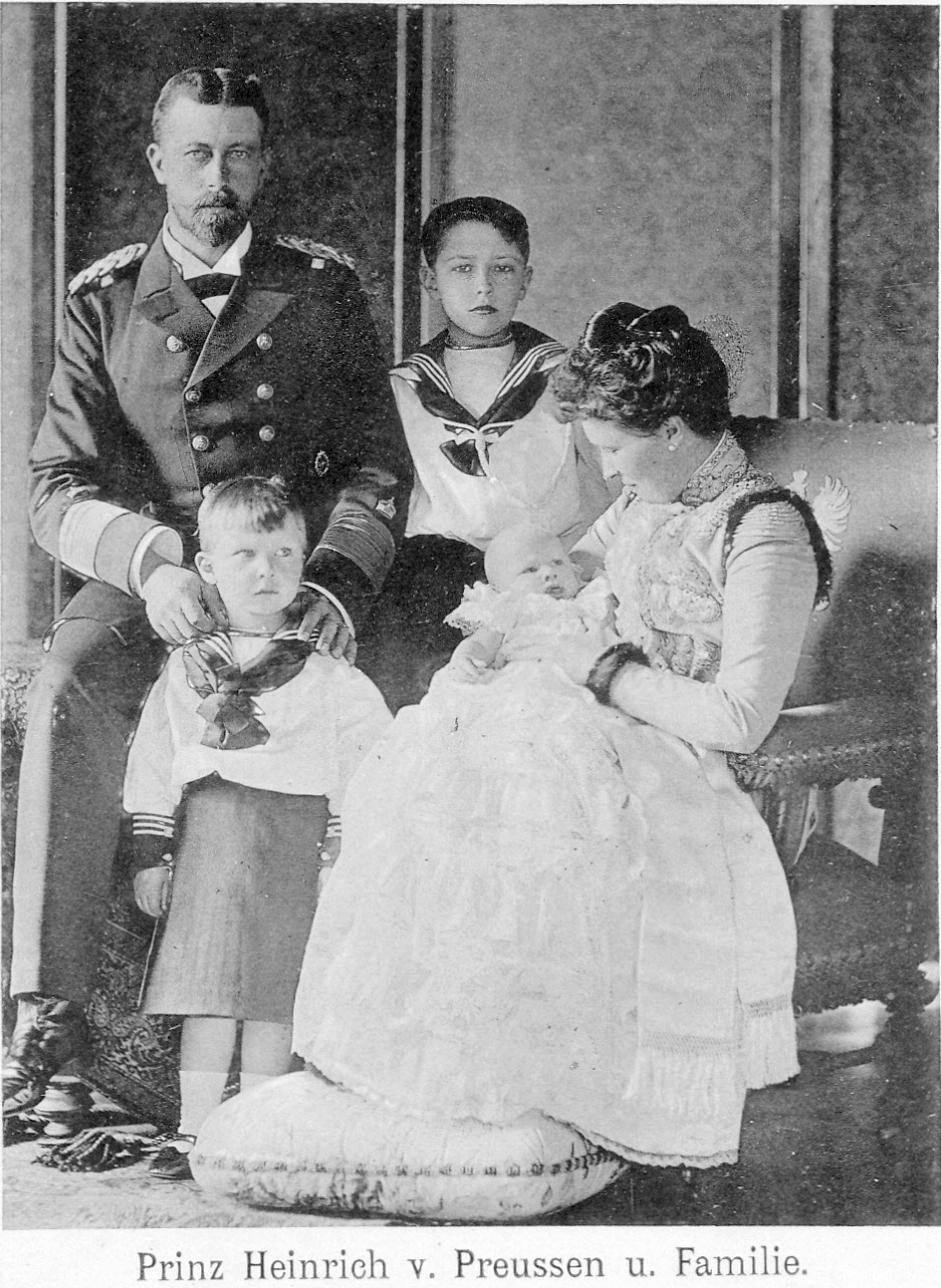
Princezna Irena s manželem a třemi syny, 1900

Irena, vychovaná ve viktoriánské morálce, byla zasažená některými událostmi. Těžce nesla konverzi svých dvou sester, Alžběty a Alix na pravoslaví. 
V roce 1892 zemřel Irenin otec, velkovévoda Ludvík IV. Hesenský, a její bratr Arnošt Ludvík se stal hesenským velkovévodou. O dva roky později, v květnu 1894, oženila královna Viktorie Arnošta Ludvíka za svou sestřenici z prvního kolena, Viktorii Melitu Sasko-Kobursko-Gothajskou. Uprostřed svatebních oslav přijala Irenina nejmladší přeživší sestra Alix nabídku k sňatku s carevičem Mikulášem, bratrancem z druhého kolena, a když v listopadu 1894 předčasně zemřel Mikulášův otec, odjela Irena s manželem do Petrohradu, aby se zúčastnila jeho pohřbu i svatby Alix, která po přestupu k pravoslaví přijala jméno Alexandra Fjodorovna, s novým carem Mikulášem II. Navzdory neshodám, které měla kvůli konverzi dvou svých sester k ruskému pravoslaví, si zůstala se všemi svými sourozenci blízká. 
V roce 1907 Irena pomohla zařídit, jak se později ukázalo, katastrofální sňatek Alžbětiny schovanky, ruské velkokněžny Marie Pavlovny, s švédským princem Vilémem, vévodou z Södermanlandu. Vilémova matka, švédská královna, byla dávnou přítelkyní Ireny i Alžběty. V roce 1912 naopak byla zdrojem velké podpory pro svou sestru Alix, když její syn carevič Alexej málem zemřel na následky banálního zranění, komplikovaného ovšem hemofilií, které utrpěl na lovu v Polsku.

## Pozdější léta života a smrt

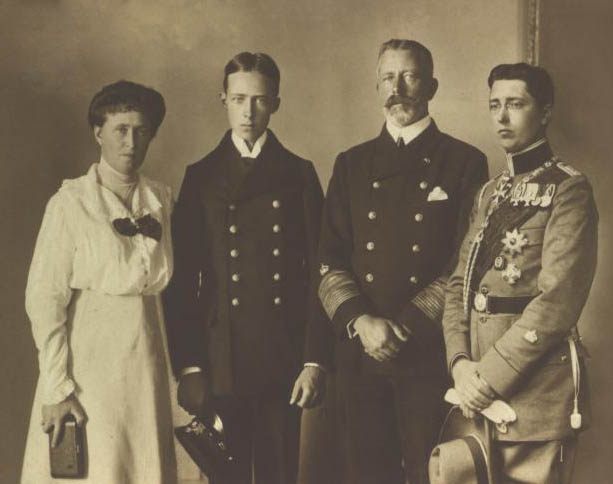
Princezna Irena s manželem princem Jindřichem Pruským a dvěma syny, princem Valdemarem a princem Zikmundem, 1920

V době první světové války byly vztahy Ireny se sestrami podvázány, neboť se nacházely na opačných stranách konfliktu. Nakonec byly dvě z nich, Alžběta a Alix (spolu s celou Alixinou rodinou) zavražděny bolševiky.

Když se počátkem 20. let 20. století v Berlíně objevila Anna Andersonová, která tvrdila, že je přeživší ruskou velkokněžnou Anastázií Nikolajevnou, Irena ji navštívila, ale usoudila, že Andersonová nemůže být její neteří, kterou naposledy viděla v roce 1913. 
„Okamžitě jsem viděla, že to nemůže být jedna z mých neteří. I když jsem je neviděla devět let, základní rysy obličeje se nemohly do té míry změnit, zejména postavení očí, uší atd... Na první pohled by se snad dala vypozorovat podoba s velkokněžnou Taťánou."
Irenin manžel Jindřich prohlásil, že zmínka o Andersonové Irenu příliš rozrušila, a nařídil, aby v jeho přítomnosti nikdo o Andersonové nemluvil. Jindřich zemřel v roce 1929. Životopisec Anny Andersonové Peter Kurth napsal, že o několik let později položil Irenin syn (princ Zikmund) Andersonové přes prostředníka otázky týkající se jejich společného dětství a prohlásil, že všechny její odpovědi byly přesné. Irena později adoptovala Zikmundovu dceru Barbaru, narozenou v roce 1920, jako svou dědičku poté, co Zikmund ve 30. letech 20. století opustil Německo a žil na Kostarice. Po druhé světové válce se Zikmund odmítl vrátit do Německa. V roce 1945 ji velmi zasáhla smrt jejího nejstaršího syna Valdemara. 
V době své smrti byla Irena posledním žijícím dítětem princezny Alice a prince Ludvíka Hesenského. Irene zemřela 11. listopadu 1953 v Gut Hemmelmarku. Její vnučka Barbara byla u babiččina lůžka, když zemřela. Irena byla oficiálně pohřbena 15. listopadu v kapli zámku Hemmelmark vedle svého manžela a nejmladšího syna.

## Dědičná zátěž
Irena byla nositelkou dědičné nemoci – hemofilie. Nemoc předala dvěma ze svých synů – nejstaršímu a nejmladšímu. Zdraví Valdemara ji trápilo od jeho nejútlejšího věku, později, v roce 1904 byla zasažena smrtí čtyřletého Jindřicha, který upadl a zranil se na hlavě. Několik měsíců po jeho smrti porodila Irenina sestra Alix, ruská carevna Alexandra Fjodorovna syna Alexeje, u něhož se hemofilie rovněž záhy objevila. I jejich sestřenice, španělská královna Viktorie Evženie Battenberg, porodila dva syny nemocné hemofilií.

## Vývod z předků
|                             |                                     |  |                                      |                                       |  |  |  |  |  |  |  | Ludvík I. Hesenský |
|                             |                                     |  |                                      |                                       |  |  |  |  |  |  |  |                    |
|                             | Ludvík II. Hesenský                 |  |                                      |                                       |  |  |  |  |  |  |  |                    |
|                             |                                     |  |                                      |                                       |  |  |  |  |  |  |  |                    |
|                             |                                     |  |                                      | Luisa Hesensko-Darmstadtská           |  |  |  |  |  |  |  |                    |
|                             |                                     |  |                                      |                                       |  |  |  |  |  |  |  |                    |
|                             | Karel Hesenský                      |  |                                      |                                       |  |  |  |  |  |  |  |                    |
|                             |                                     |  |                                      |                                       |  |  |  |  |  |  |  |                    |
|                             |                                     |  |                                      | Karel Ludvík Bádenský                 |  |  |  |  |  |  |  |                    |
|                             |                                     |  |                                      |                                       |  |  |  |  |  |  |  |                    |
|                             | Vilemína Luisa Bádenská             |  |                                      |                                       |  |  |  |  |  |  |  |                    |
|                             |                                     |  |                                      |                                       |  |  |  |  |  |  |  |                    |
|                             |                                     |  |                                      | Amálie Hesensko-Darmstadtská          |  |  |  |  |  |  |  |                    |
|                             |                                     |  |                                      |                                       |  |  |  |  |  |  |  |                    |
|                             | Ludvík IV. Hesenský                 |  |                                      |                                       |  |  |  |  |  |  |  |                    |
|                             |                                     |  |                                      |                                       |  |  |  |  |  |  |  |                    |
|                             |                                     |  |                                      | Fridrich Vilém II.                    |  |  |  |  |  |  |  |                    |
|                             |                                     |  |                                      |                                       |  |  |  |  |  |  |  |                    |
|                             | Vilém Pruský                        |  |                                      |                                       |  |  |  |  |  |  |  |                    |
|                             |                                     |  |                                      |                                       |  |  |  |  |  |  |  |                    |
|                             |                                     |  |                                      | Frederika Luisa Hesensko-Darmstadtská |  |  |  |  |  |  |  |                    |
|                             |                                     |  |                                      |                                       |  |  |  |  |  |  |  |                    |
|                             | Alžběta Pruská                      |  |                                      |                                       |  |  |  |  |  |  |  |                    |
|                             |                                     |  |                                      |                                       |  |  |  |  |  |  |  |                    |
|                             |                                     |  |                                      | Fridrich V. Hesensko-Homburský        |  |  |  |  |  |  |  |                    |
|                             |                                     |  |                                      |                                       |  |  |  |  |  |  |  |                    |
|                             | Marie Anna Hesensko-Homburská       |  |                                      |                                       |  |  |  |  |  |  |  |                    |
|                             |                                     |  |                                      |                                       |  |  |  |  |  |  |  |                    |
|                             |                                     |  |                                      | Karolína Hesensko-Darmstadtská        |  |  |  |  |  |  |  |                    |
|                             |                                     |  |                                      |                                       |  |  |  |  |  |  |  |                    |
| Irena Hesensko-Darmstadtská |                                     |  |                                      |                                       |  |  |  |  |  |  |  |                    |
|                             |                                     |  |                                      |                                       |  |  |  |  |  |  |  |                    |
|                             |                                     |  | František Sasko-Kobursko-Saalfeldský |                                       |  |  |  |  |  |  |  |                    |
|                             |                                     |  |                                      |                                       |  |  |  |  |  |  |  |                    |
|                             | Arnošt I. Sasko-Kobursko-Gothajský  |  |                                      |                                       |  |  |  |  |  |  |  |                    |
|                             |                                     |  |                                      |                                       |  |  |  |  |  |  |  |                    |
|                             |                                     |  |                                      | Augusta Reuss Ebersdorf               |  |  |  |  |  |  |  |                    |
|                             |                                     |  |                                      |                                       |  |  |  |  |  |  |  |                    |
|                             | Albert Sasko-Kobursko-Gothajský     |  |                                      |                                       |  |  |  |  |  |  |  |                    |
|                             |                                     |  |                                      |                                       |  |  |  |  |  |  |  |                    |
|                             |                                     |  |                                      | Augustus Sasko-Gothajsko-Altenburský  |  |  |  |  |  |  |  |                    |
|                             |                                     |  |                                      |                                       |  |  |  |  |  |  |  |                    |
|                             | Luisa Sasko-Gothajsko-Altenburská   |  |                                      |                                       |  |  |  |  |  |  |  |                    |
|                             |                                     |  |                                      |                                       |  |  |  |  |  |  |  |                    |
|                             |                                     |  |                                      | Luisa Šarlota Meklenbursko-Zvěřínská  |  |  |  |  |  |  |  |                    |
|                             |                                     |  |                                      |                                       |  |  |  |  |  |  |  |                    |
|                             | Alice Sasko-Koburská                |  |                                      |                                       |  |  |  |  |  |  |  |                    |
|                             |                                     |  |                                      |                                       |  |  |  |  |  |  |  |                    |
|                             |                                     |  |                                      | Jiří III.                             |  |  |  |  |  |  |  |                    |
|                             |                                     |  |                                      |                                       |  |  |  |  |  |  |  |                    |
|                             | Eduard August Hannoverský           |  |                                      |                                       |  |  |  |  |  |  |  |                    |
|                             |                                     |  |                                      |                                       |  |  |  |  |  |  |  |                    |
|                             |                                     |  |                                      | Šarlota Meklenbursko-Střelická        |  |  |  |  |  |  |  |                    |
|                             |                                     |  |                                      |                                       |  |  |  |  |  |  |  |                    |
|                             | královna Viktorie                   |  |                                      |                                       |  |  |  |  |  |  |  |                    |
|                             |                                     |  |                                      |                                       |  |  |  |  |  |  |  |                    |
|                             |                                     |  |                                      | František Sasko-Kobursko-Saalfeldský  |  |  |  |  |  |  |  |                    |
|                             |                                     |  |                                      |                                       |  |  |  |  |  |  |  |                    |
|                             | Viktorie Sasko-Kobursko-Saalfeldská |  |                                      |                                       |  |  |  |  |  |  |  |                    |
|                             |                                     |  |                                      |                                       |  |  |  |  |  |  |  |                    |
|                             |                                     |  |                                      | Augusta Reuss Ebersdorf               |  |  |  |  |  |  |  |                    |
|                             |                                     |  |                                      |                                       |  |  |  |  |  |  |  |                    |